# ديميتري توموفيتش
ديميتري توموفيتش هو لاعب كرة قدم صربي في مركز الدفاع، ولد في 29 أبريل 1996 في Raška, Serbia ‏ في صربيا. لعب مع سبارتاك سوبتيتسا ونادي أو إف كيه بيوغراد.

## وصلات خارجية
- ديميتري توموفيتش على موقع قاعدة بيانات كرة القدم.إي يو (الإنجليزية)
- ديميتري توموفيتش على موقع Soccerbase.com (لاعب) (الإنجليزية)
- ديميتري توموفيتش على موقع Soccerway.com (الإنجليزية)